# Llanover

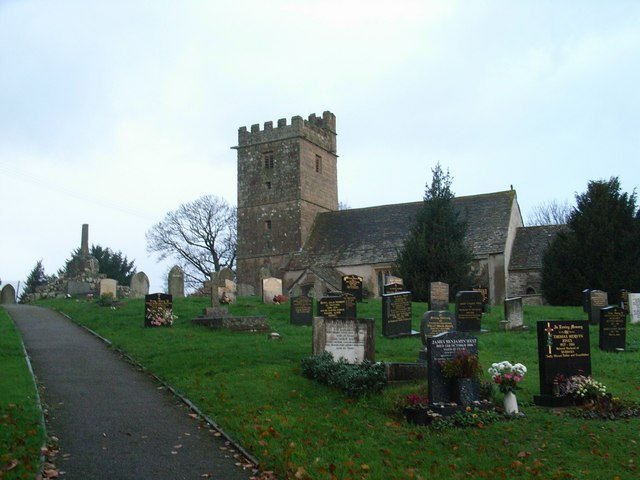
A Igreja de São Bartolomeu em Llanover.

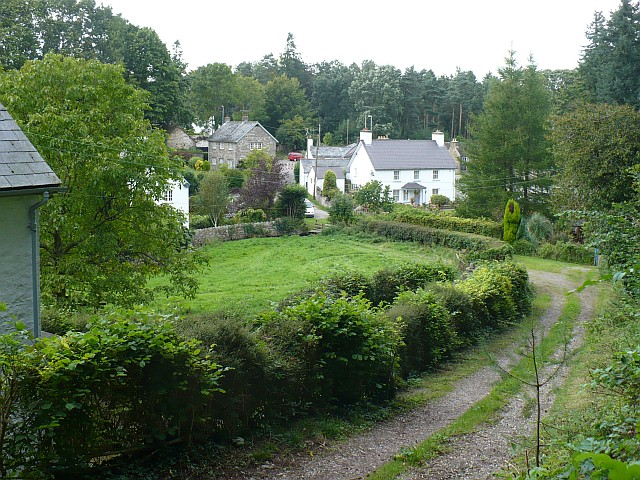
Llanofer.

Llanover (em galês:  Llanofer) é uma vila localizada na comunidade de Monmouthshire, no sudeste Gales. A vila também está a quatro milhas de  Abergavenny à saída da da estrada A4042  para Pontypool. Sua população no censo relizado em 2011 no Reino Unido era de 1.392.

## História
Llanover está associada à Senhora Llanover que viveu localmente toda a sua vida; certamente deixou sua marca sobre a vila e a propriedade circundante de Llanover, ainda hoje propriedade privada. Seu marido Sir Benjamin Hall tornou-se Barão de Llanover.
A igreja da vila é dedicado a São Bartolomeu e é um edifício classificado. 
O Rio Usk flui perto do local, para o oeste encontra-se o canal de Brecon e Monmouthshire, uma rota náutica.

## Governo
Um distrito eleitoral existe com o nome homônimo do lugar. Este distrito inclui a paróquia de Llanarth, sendo que a população do censo de 2011 era aproximadamente em 2.284.